# Краскі-Ґурне
Краскі-Ґурне (пол. Kraski Górne) — село в Польщі, у гміні Мацейовиці Ґарволінського повіту Мазовецького воєводства.
Населення — 97 осіб (2011).
У 1975-1998 роках село належало до Седлецького воєводства.

## Демографія
Демографічна структура станом на 31 березня 2011 року:
|          | Загалом | Допрацездатний вік | Працездатний вік | Постпрацездатний вік |
| -------- | ------- | ------------------ | ---------------- | -------------------- |
| Чоловіки | 50      | 9                  | 32               | 9                    |
| Жінки    | 47      | 13                 | 25               | 9                    |
| Разом    | 97      | 22                 | 57               | 18                   |